# NSU Prinz 1000
La NSU Prinz 1000 (sigla interna Typ 67a), dal 1966 chiamata semplicemente NSU 1000 (sigla interna Typ 67e), è una automobile berlina di fascia medio-bassa prodotta dalla casa automobilistica tedesca NSU Motorenwerke dal 1964 al 1972.

## Storia

### Nascita del modello
Il progetto Typ 43 fu avviato il 2 febbraio 1961 allo scopo di espandere verso l'alto la gamma NSU, in quel periodo composta solo da due modelli, la Prinz IV e la Sport-Prinz, una piccola coupé, entrambe basate sul medesimo pianale. Ma anche per il futuro nuovo modello si decise di utilizzare la stessa base meccanica per ovvie ragioni di costo, l'unica differenza sarebbe stata fondamentalmente nel passo, che si volle più lungo di 21 cm. Ciò avrebbe comportato anche la condivisione della stessa architettura meccanica della Prinz IV, vale a dire del tipo "tutto dietro", cioè con motore posteriore a sbalzo e trazione posteriore. Per quanto riguardava il motore, furono attuate anche in questo caso soluzioni di economia di scala. Si decise infatti che il propulsore sarebbe stato un 4 cilindri in linea, ma si decise anche di ottenerlo accoppiando due bicilindrici ripresi pari pari dalla Prinz IV, ragion per cui la cilindrata iniziale ottenuta dai primi motori sperimentali fu esattamente il doppio di quella della piccola utilitaria tedesca a tre volumi, e cioè di 1196 cm³. A questo motore stava lavorando già da tempo Albert Roder in persona, cioè il direttore tecnico NSU chiamato poi a supervisionare il progetto Typ 43. Ma alla fine di quello stesso 1961, Roder si ritirò in pensione e al suo posto subentrò Eward Praxl, che apportò alcune modifiche sostanziali, tra cui la cilindrata del motore, ridotta a 996 cm³ mediante riduzione dell'alesaggio da 76 a 69 mm e un leggerissimo allungamento della corsa da 66 a 66,6 mm. Il progetto prese così la sigla di Typ 67, poi evolutasi in Typ 67a nel modello di serie. Nel frattempo furono portati avanti anche i lavori relativi allo stile della vettura, grazie all'opera di Claus Luthe, che decise di mantenere l'affinità stilistica con la Prinz IV per creare un family-feeling con la Prinz IV e con altri modelli NSU che debutteranno negli anni seguenti.
Nell'ottobre del 1962 si ebbero i primi test su strada dei primi prototipi di quella che inizialmente fu battezzata Prinz 5: per non dare eccessivamente nell'occhio, questi prototipi vennero equipaggiati con parti di carrozzeria prese direttamente dalla Prinz IV, per cui ciò che un osservatore avrebbe potuto eventualmente vedere sarebbe stata una Prinz IV a passo lungo e niente più. Fu solo nel gennaio del 1963 che fu stabilita definitivamente la denominazione ufficiale, ossia Prinz 1000, in modo da sottolineare ulteriormente la cilindrata del motore e quindi l'appartenenza del modello ad un segmento superiore. Nel luglio del 1963 si decise per il frontale definitivo a proiettori ovali, giungendo così al termine dello sviluppo. Di lì a pochissimo uscirono i primi esemplari di preserie per la presentazione al pubblico, avvenuta al Salone di Francoforte, a settembre.

### Caratteristiche
Non solo la base meccanica fu la medesima della Prinz IV, ma anche intere parti di carrozzeria: per limitare i costi di produzione, la Prinz 1000 fu dotata di numerosi pannelli di carrozzeria mutuati dalla "sorella minore", come il frontale, ma anche i parafanghi anteriori, il parabrezza e la coda. Fu mantenuta anche l'impronta stilistica data dalla vistosa nervatura perimetrale in stile Corvair che tagliava la carrozzeria in due parti. Solo il passo, come già detto, fu aumentato di 21 cm, mentre per ospitare il motore più grande, lo sbalzo posteriore venne allungato di altri 14 cm per un totale di 35 cm rispetto alla Prinz IV.  Esternamente non mancarono comunque diverse altre differenze: interasse a parte, la Prinz 1000 fu immediatamente riconoscibile per i grossi fari anteriori di forma ovale in luogo dei fari tondi della Prinz IV. Inoltre, sui parafanghi posteriori furono ricavate delle prese d'aria per il raffreddamento del motore, più grande e quindi soggetto a maggiori sollecitazioni termiche. Infine in coda trovarono due file di tre piccole luci tonde, una fila per lato, a costituire i nuovi gruppi ottici della vettura.
L'allungamento del passo (ma non dell'intera carrozzeria) andò quindi ad interessare principalmente la parte posteriore dell'abitacolo, dove perciò gli occupanti poterono trovare posto molto più comodamente. Conducente e passeggero anteriore poterono contare solamente su appena 2 cm di spazio in più, mentre decisamente meglio stavano i passeggeri posteriori, tanto che la Prinz 1000 venne omologata per cinque persone anziché per quattro. Il posto guida era caratterizzato da un cruscotto semplice e dotato di un grande tachimetro centrale con due strumenti circolari a fianco ad esso. La capacità del bagagliaio era di 350 litri, quindi invariato rispetto alla più piccola Prinz IV.
Tecnicamente, la Prinz 1000 condivise la meccanica telaistica con la Prinz IV, e quindi si ritrovano anche qui un avantreno a ruote indipendenti con bracci triangolari oscillanti ed un retrotreno a ruote indipendenti con bracci trasversali. Su entrambi gli assi erano inoltre montati ammortizzatori idraulici telescopici e molle elicoidali. L'impianto frenante era a quattro tamburi, ma a richiesta era possibile ordinare la vettura con freni a disco all'avantreno. Ma il piatto forte della vettura fu sicuramente il nuovo motore a 4 cilindri da 996 cm³ di cilindrata, sempre raffreddato ad aria, con alimentazione a carburatore e potenza massima di 43 CV a 5500 giri/min, che garantiva una velocità massima di 135 km/h grazie anche ad una ridotta massa a vuoto (solo 650 kg). Scelta obbligata per il cambio, solo manuale a 4 marce e interamente sincronizzato. L'impianto elettrico era da 6 V, come in altre utilitarie dell'epoca.

## Evoluzione

### I primi anni

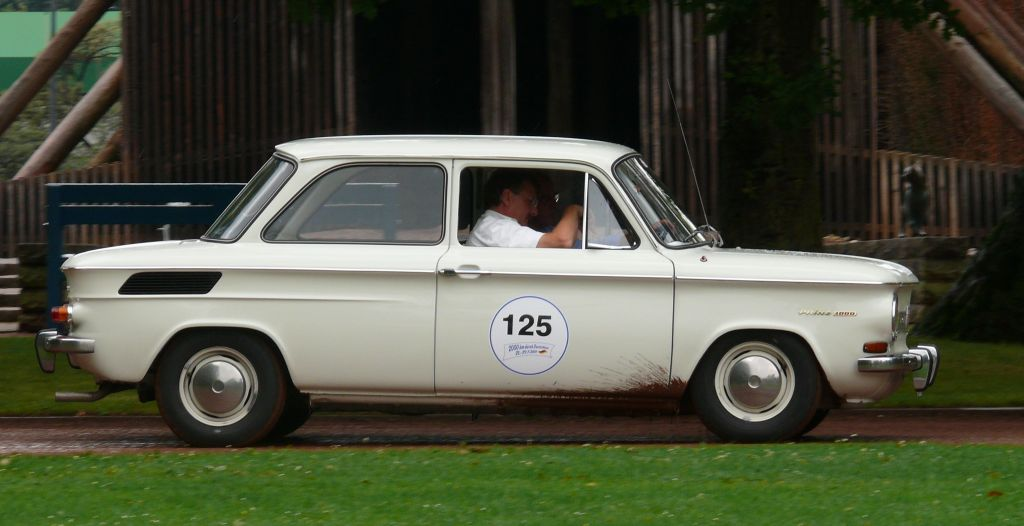
Vista laterale di una Prinz 1000

La Prinz 1000 cominciò ad essere prodotta in serie diversi mesi dopo la sua presentazione a Francoforte, e precisamente nell'aprile del 1964. Uno solo fu l'allestimento previsto contraddistinto dalla lettera L (Luxus) e il prezzo di listino fu fissato in 5.490 DM. Di lì a non molto cominciarono anche le esportazioni, persino negli Stati Uniti, da sempre un mercato ostico per le vetture di bassa cilindrata. Le Prinz 1000 destinate oltreoceano si differenziavano da quelle europee per la presenza di fari anteriori sdoppiati in luogo dei fari ovali singoli. Ma in ogni caso, le Prinz 1000 destinate all'esportazione furono indicate con la lettera E (Export). Il debutto della vettura fu abbastanza buono, con 20.099 esemplari prodotti fino a fine anno. Per contro non mancarono le critiche da parte di chi vedeva nella Prinz 1000 un'eccessiva somiglianza con la Prinz IV, non solo sul piano dello stile ma anche per quanto riguardava alcune soluzioni volte ad abbattere i costi, ma che di fatto si rivelarono poco consone ad una vettura del segmento della Prinz 1000 stessa. Fu il caso, ad esempio, del bagagliaio da 350 litri ossia la stessa capacità della Prinz IV. Per questo si cominciarono ad ipotizzare alcune soluzioni volte a risolvere questo problema, come ad esempio un nuovo modello derivato dalla Prinz 1000, ma dotato di sbalzo anteriore allungato. Tale soluzione fu poi abbandonata in breve tempo poiché dai primi disegni la vettura risultò sgraziata, perciò alla fine il progetto fu abortito.
Nell'aprile 1965 la gamma si arricchì con l'arrivo della Prinz 1000 S, caratterizzata unicamente da un allestimento più completo, senza però intervenire su motore e telaio. La dotazione della Prinz 1000 S arrivò a comprendere fra l'altro anche la selleria in skai coordinato con la carrozzeria, i nuovi rivestimenti dei pannelli porta e persino del cruscotto e i paraurti in acciaio inossidabile. La versione S fu tra l'altro proposta a 5.390 DM, quindi meno delle prime Prinz 1000 L, le quali a quel punto scesero a 5.190 DM. In questa occasione vi furono migliorie all'impianto di riscaldamento e all'insonorizzazione all'interno dell'abitacolo, mentre la lista optional si estese con l'arrivo di un'autoradio Blaupunkt o Becker, a scelta, e dell'antenna per una migliore ricezione del segnale radio. Nel mese di maggio venne rivisitato l'avantreno, in maniera tale da offrire maggior comfort agli occupanti. A quel punto, la Prinz 1000 poté dirsi all'altezza della concorrenza, mentre durante il primo anno di commercializzazione il comfort non fu tra i punti di forza della vettura. Intanto la Prinz 1000 cominciò ad essere impiegata anche nelle competizioni, dapprima con elaborazioni su quella medesima base e già in grado di ottenere risultati di spessore. Proprio nel 1965, con Siegfried Spiess si aggiudicò il Campionato tedesco della Montagna per auto Gran Turismo. La vettura di Spiess fu una Prinz 1000 equipaggiata con ben quattro carburatori. Otto furono le vittorie di Spiess in altrettante gare facenti parte di quel campionato. Inoltre, va ricordata la vittoria di categoria alla Coppa del Benelux, sempre nel 1965. Ma proprio in quello stesso anno vi fu anche il lancio della vera versione sportiva, la Prinz 1000 TT, poi evolutasi un paio di anni dopo nella più estrema TTS.
Alla fine dell'estate del 1965 vi furono solo pochissimi aggiornamenti tecnici, fra cui l'arrivo di una scatola del cambio di maggiori dimensioni. Furono gli ultimi aggiornamenti alla gamma della Prinz 1000, che rimase invariata per un anno e mezzo prima del suo definitivo pensionamento.

### La1000e la1000 C

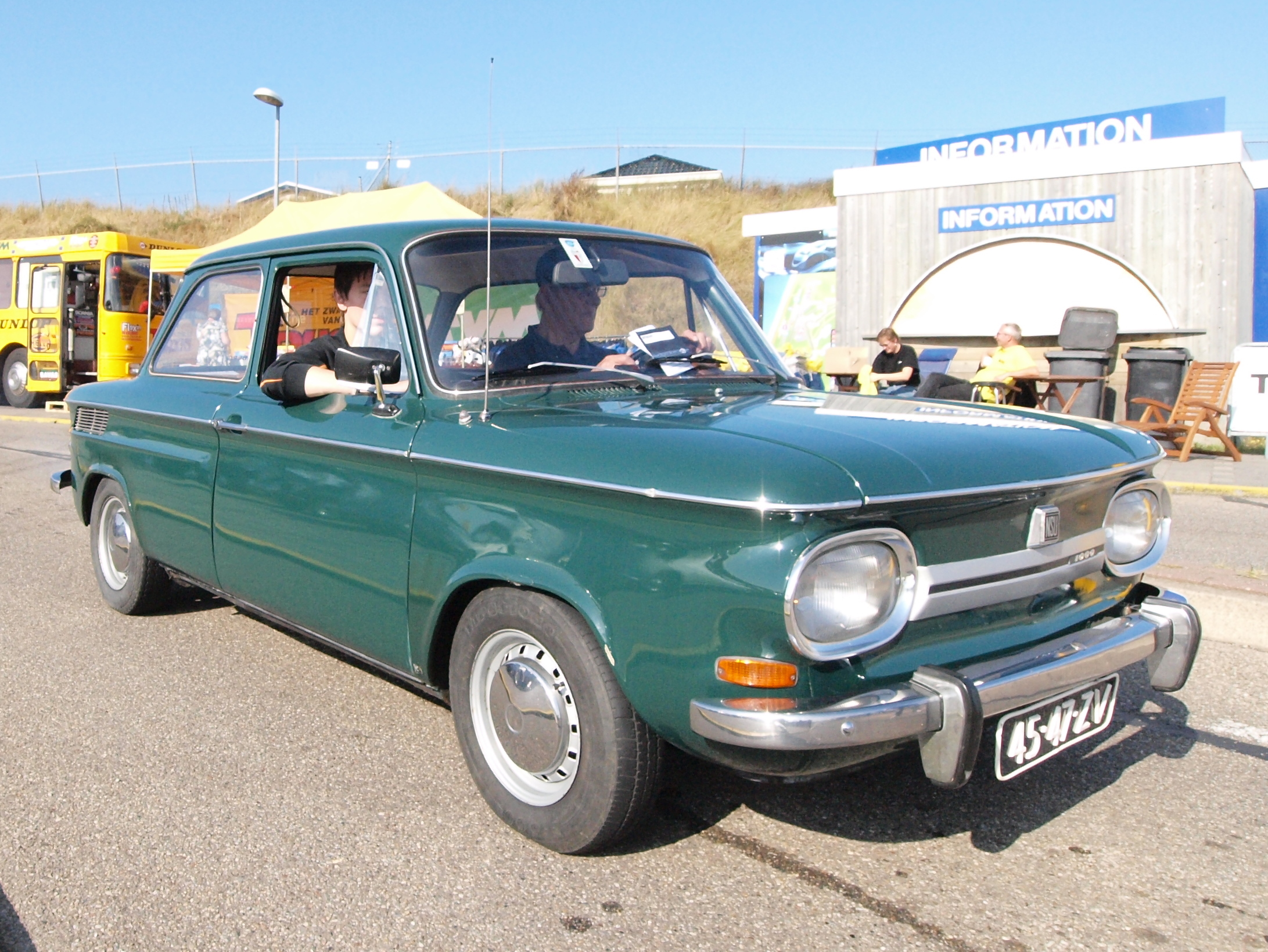
Una NSU 1000 C

Infatti, già nell'ottobre 1966 fu introdotta la NSU 1000, un modello spartano che inizialmente fu posto in listino per affiancare le Prinz 1000 L ed S come versione economica e che, come si evince dalla denominazione, rinunciò alla denominazione Prinz. La dotazione fu ridotta al minimo, con cornici dei fari anteriori in alluminio anodizzato anziché in acciaio cromato, paraurti senza rostri, cerchi verniciati in nero. Internamente, la strumentazione fu ripresa dalla più economica Prinz IV, mentre il cruscotto e la plancia furono verniciati in tinta con la carrozzeria. Scomparvero i braccioli dalle portiere e vennero utilizzati tappetini in gomma anziché in tessuto. Persino il motore venne depotenziato a 40 CV. La produzione in serie della vettura ebbe inizio il 18 gennaio 1967, mentre a febbraio avvennero le prime consegne. Contemporaneamente uscirono di listino le Prinz 1000 L ed S, perciò da questo momento in poi la denominazione ereditata dalla Prinz IV scomparve definitivamente. Al posto dei due modelli uscenti subentrò la 1000 C, con un allestimento unificato, certamente più completo di quello della 1000 di base (interni in skai, pavimento e passaruota interni in moquette, illuminazione del vano bagagli, vano portaoggetti posteriore, retrovisore interno antiriflesso e tergicristalli a due velocità), ma ancora con il motore rimasto a 40 CV. La 1000 e la 1000 C andarono a costituire una gamma indicata dalla sigla interna Typ 67e caratterizzata fra l'altro da prezzi di listino sensibilmente inferiori a quelli delle precedenti Prinz 1000. Da questo momento in poi vi furono solo rari aggiornamenti tecnici di dettaglio, come ad esempio il passaggio, nell'agosto del 1969, dall'impianto elettrico da 6 V a quello da 12 V. Nel 1970 la 1000 di base fu tolta dai listini, ma ormai anche la carriera della 1000 C fu agli sgoccioli, poiché da qualche anno stavano cominciando a diffondersi nel medesimo segmento di mercato le berline "tutto avanti" (Fiat 128, Peugeot 204, ecc) che garantivano una maggior abitabilità e una maggior praticità di utilizzo soprattutto grazie alla più sfruttabile capacità del bagagliaio, che a quel punto veniva ricavato posteriormente. Per questo, dopo altri due anni di permanenza in listino, la 1000 C scomparve dai cataloghi NSU: era il 20 dicembre 1972.

## Tabella riepilogativa
Di seguito vengono mostrate le caratteristiche tecniche relative alla Prinz 1000 e ai modelli 1000 e 1000 C. I prezzi riportati sono espressi in DM e si riferiscono al momento del debutto nel mercato tedesco: